# Oratorio di San Sebastiano (Prato)

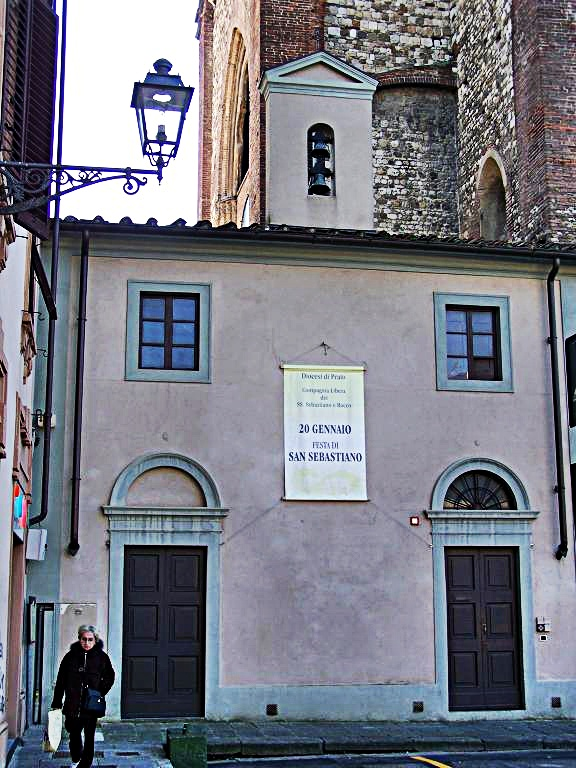
Oratorio di San Sebastiano

L'oratorio di San Sebastiano di Prato sorge in piazza San Domenico.

## Storia e descrizione
Appoggiato alla parte posteriore della chiesa di San Domenico, l'oratorio della compagnia di San Sebastiano, del XV secolo, fu ristrutturato nel 1496 dopo la predicazione del Savonarola nella città.
La semplice facciata fu rifatta nell'Ottocento; l'interno, coperto da una volta a botte ribassata, conserva interessanti tele del XVII-XVIII secolo, tra cui una notevole pala attribuita a Ridolfo del Ghirlandaio, con la Madonna e il Battista che intercedono presso Cristo per Prato (dipinta durante la pestilenza del 1530). Vi sono inoltre conservati degli stalli lignei ottocenteschi e un organo in controfacciata (creato da Giacobbe Maria Paoli nel 1838).

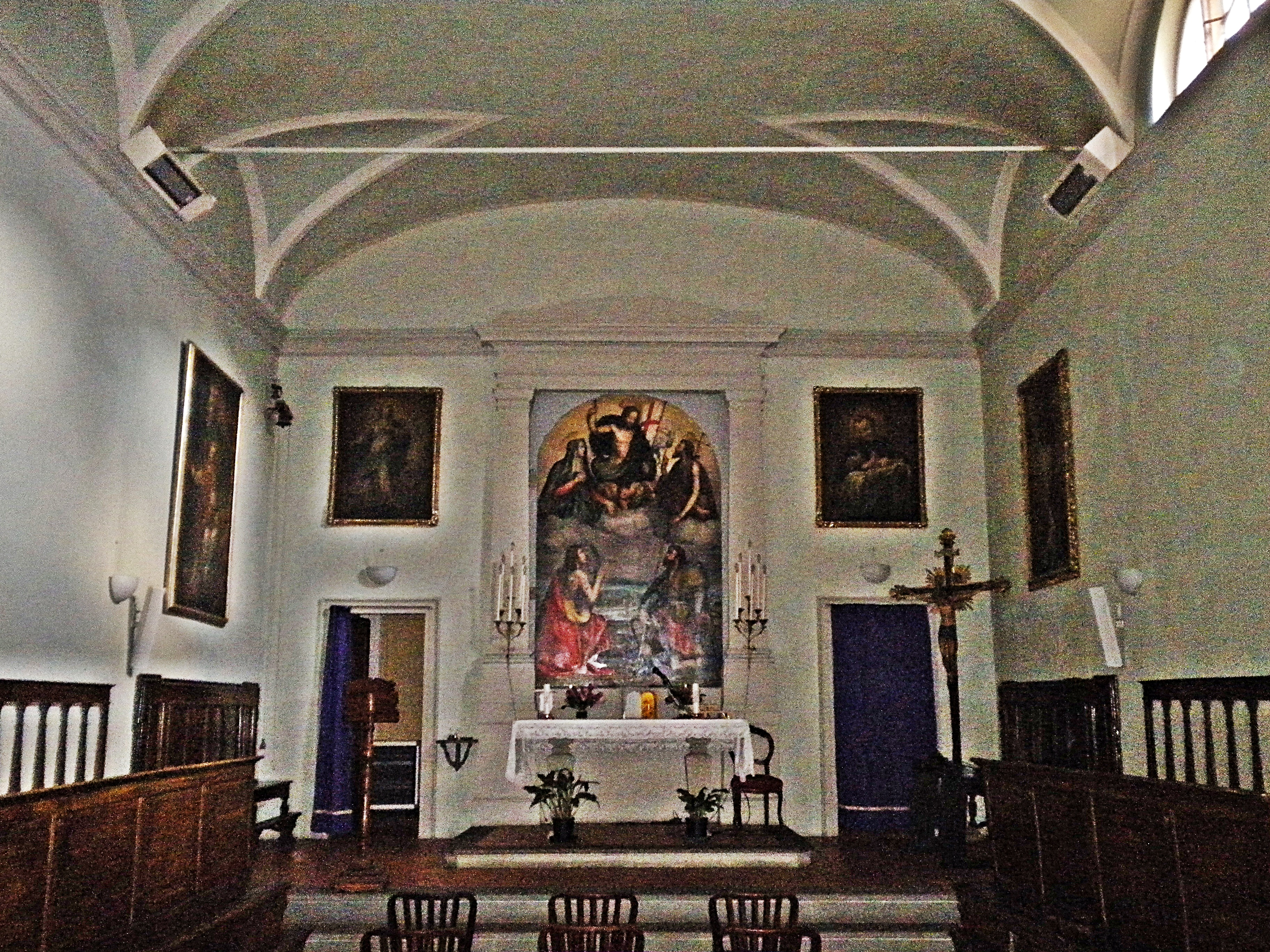
Interno
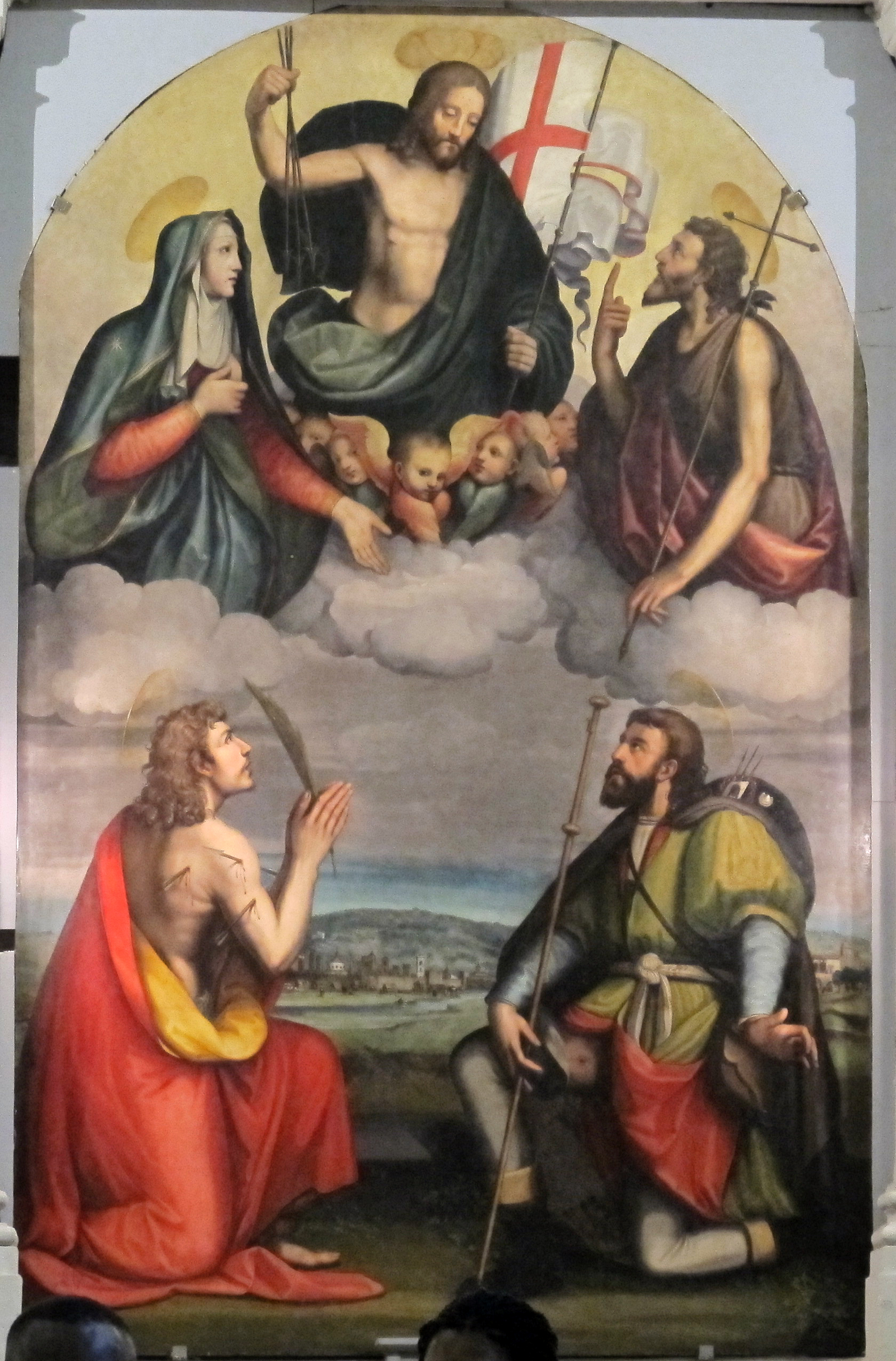
Madonna e il Battista che intercedono presso Cristo per Prato, Ridolfo del Ghirlandaio
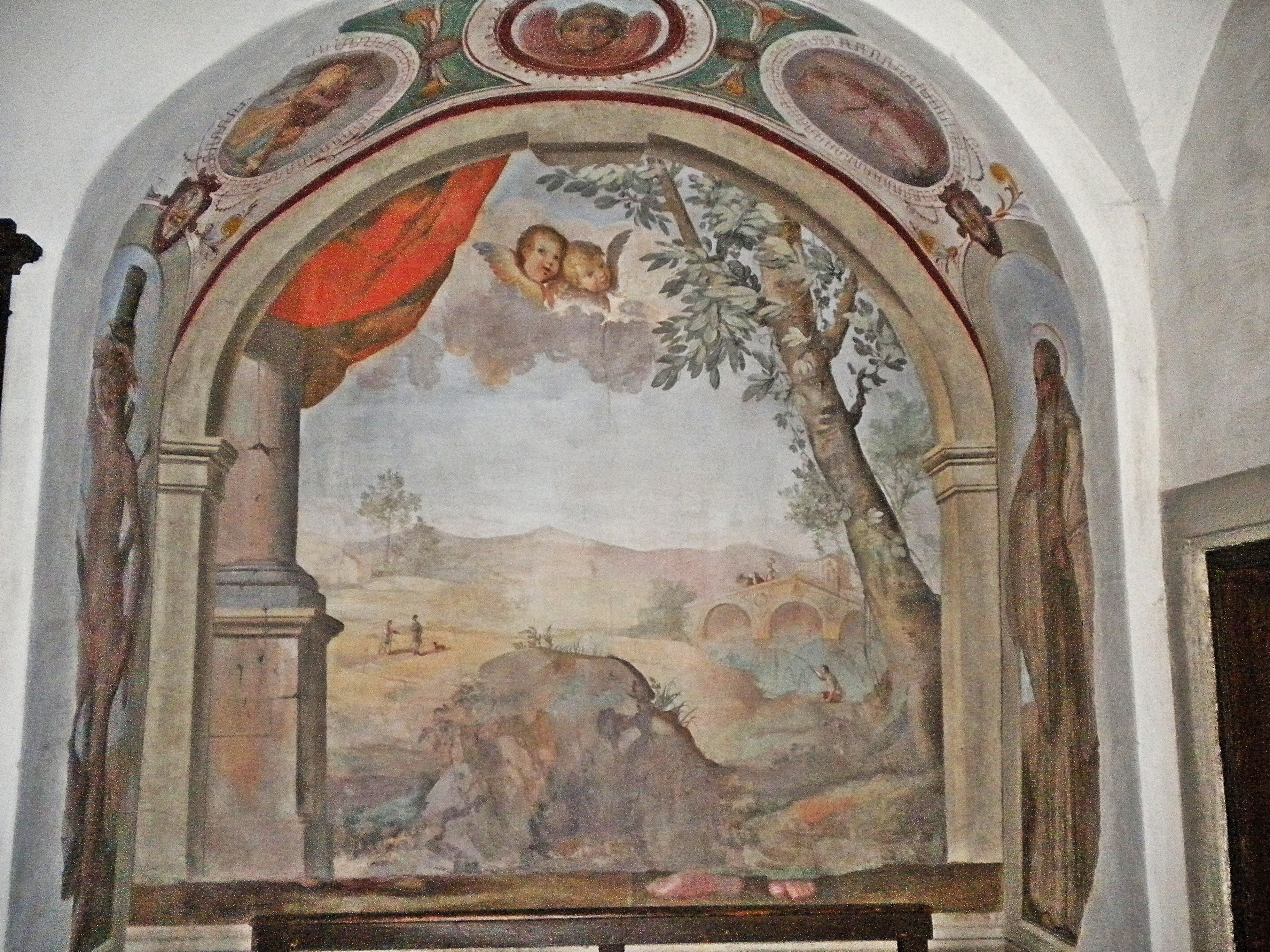
Affresco
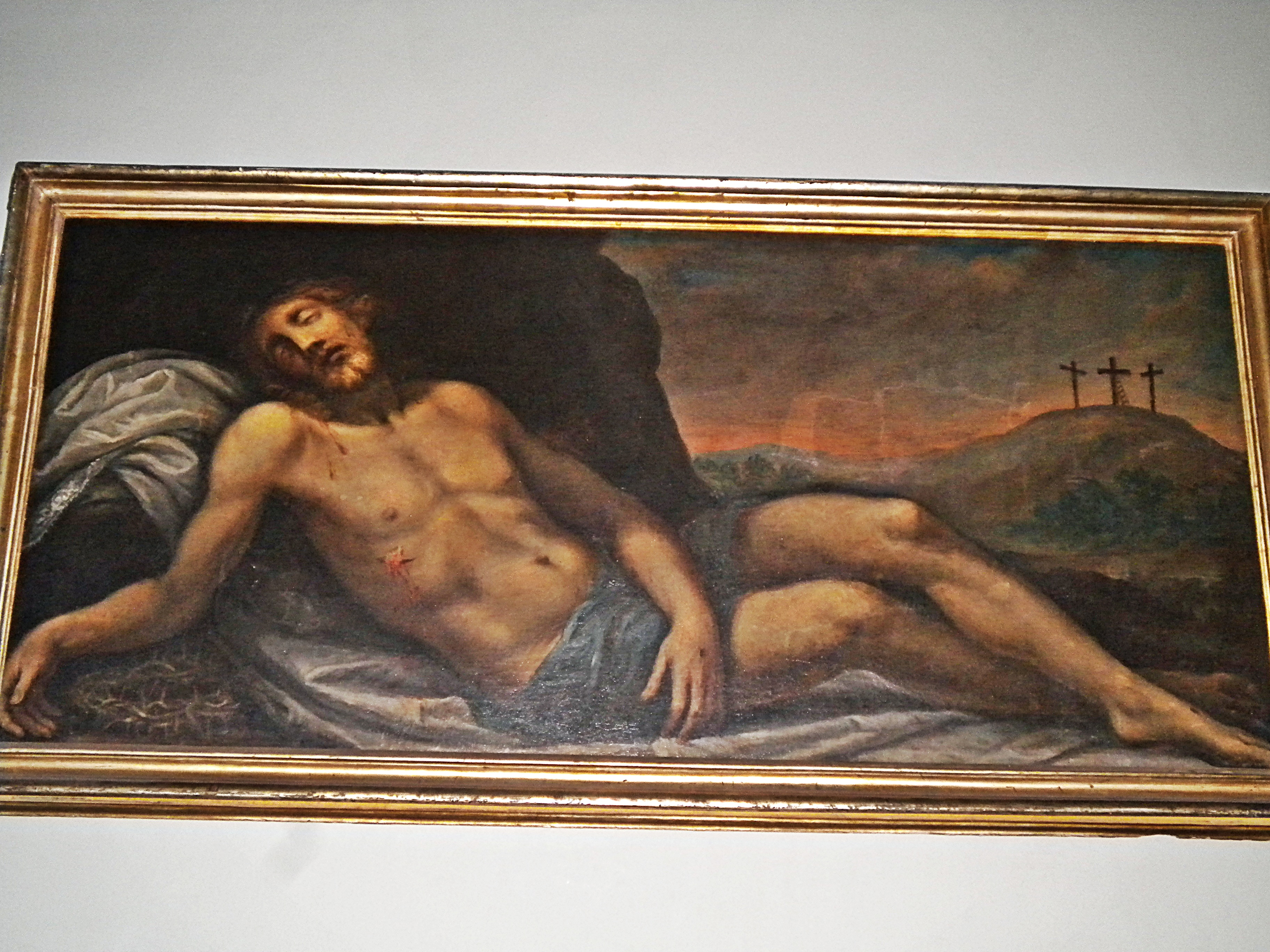
Tela